# 鹿島アントラーズクラブハウスグラウンド

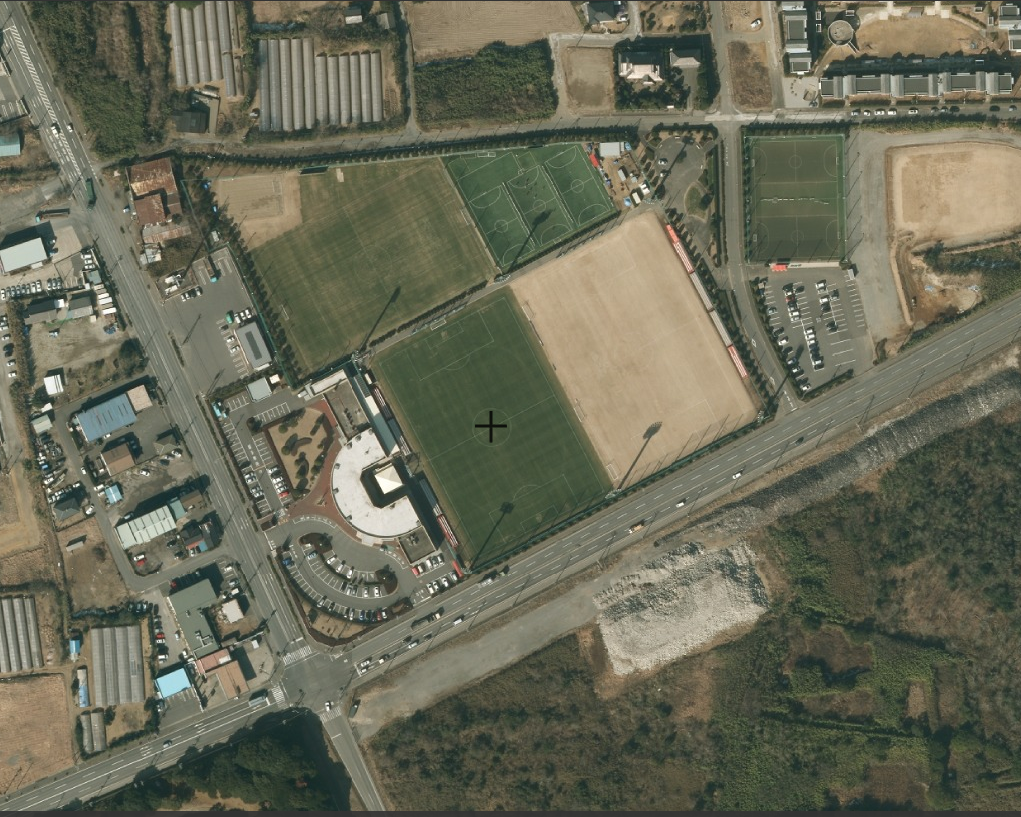
鹿島アントラーズクラブハウスグラウンド

鹿島アントラーズクラブハウスグラウンド（かしまアントラーズクラブハウスグラウンド）は、茨城県鹿嶋市にあるサッカーグラウンドで、Jリーグの鹿島アントラーズが所有する練習場である。同クラブのクラブハウスに隣接して設置されている。

## 概要
クラブハウスの敷地内には、このグラウンドの他にも、第2グラウンドであるB面の他、天然芝と人工芝面のサッカーグラウンドが設置され、同クラブとしてはクラブのテーマである「FOOTBALL DREAM」の起点として位置づけ、近代的かつ機能的な設備を誇っている。
クラブハウスにはクラブショップや、レストラン「アントラーズカフェ」があり、特にアントラーズカフェからは、食事、喫茶を楽しみながらの観戦が可能である。
また、クラブハウスから徒歩5分の場所には、2002年のFIFAワールドカップで公認キャンプ候補地になっていた高松緑地公園多目的球技場があり、まさに「サッカーの街・鹿嶋」を象徴するような土地に立地している。
周辺にはアントラーズのロゴが入ったサミットウインドパワー鹿嶋発電所の風力発電機が10基あり、クラブハウスからも望むことができる。
クラブハウスの総工費は約19億円 で、Jリーグ開幕時に茨城県、鹿島町（当時）、鹿島アントラーズなどが負担したサッカースタジアム関連事業費145億61百万円の一部であった。

## 施設
- 所在地 - 茨城県鹿嶋市粟生東山2887番地
- メイングラウンド
  - 天然芝グラウンド
  - 観客席（200人収容）
  - 照明設備
- サブグラウンド（B面）
  - 天然芝グラウンド
  - 観客席（400人）
  - 照明設備
- サブグラウンド（C面）
  - 天然芝グラウンド
  - 照明設備
- フットサルコート
  - 人工芝グラウンド（5面）
  - 照明設備
- クラブハウス内
  - 本社兼クラブハウス
  - オフィシャルショップクラブハウス店
  - アントラーズカフェ

## 公式戦
クラブハウスのグラウンドは、Jリーグユース選手権大会や高円宮杯U-18サッカーリーグなどの試合で使用されることがある。
なお、このグラウンドができる前は日本製鉄東日本製鉄所鹿島地区敷地内にあるNIPPON STEELグラウンド（旧住友金属→新日鐵住金鹿島総合グラウンド）陸上競技場を練習会場に使用しており、現在もユースチームが練習・試合に使用している。

## フットサルクラブ
鹿島アントラーズは、クラブ施設の開放や地域交流を目的として「KASHIMA ANTLERS FUTSAL CLUB」を運営し、フットサルコートを一般開放（予約制）している。その他、年間リーグやイベント大会も積極的に実施している。

## 交通アクセス
- 車
  - クラブハウス敷地内に駐車場（170台）完備。
- 高速バス
  - JR東京駅より高速バス「かしま号」で「鹿島アントラーズクラブハウス」下車。（東京駅 8:00～17:00の毎時00発のみ停車）
- 鉄道・タクシー
  - JR・鹿島臨海鉄道 鹿島神宮駅よりタクシー（約15分）または、鹿嶋コミュニティバス中央線で「クラブハウス前」バス停下車。

## 周辺
- セブンイレブン鹿嶋クラブハウス前店
- 日本製鉄東日本製鉄所鹿島地区
- 高松緑地公園